# Serguéi Vitkovski
Serguéi Vitkovski –en ruso, Сергей Витковский– (9 de enero de 1984) es un deportista ruso que compitió en lucha libre. Ganó una medalla de plata en el Campeonato Europeo de Lucha de 2005, en la categoría de 74 kg.

## Palmarés internacional
| Campeonato Europeo | Campeonato Europeo | Campeonato Europeo | Campeonato Europeo |
| Año                | Lugar              | Medalla            | Categoría          |
| ------------------ | ------------------ | ------------------ | ------------------ |
| 2005               | Varna (Bulgaria)   | Medalla de plata   | 74 kg              |